# Louis Jolliet

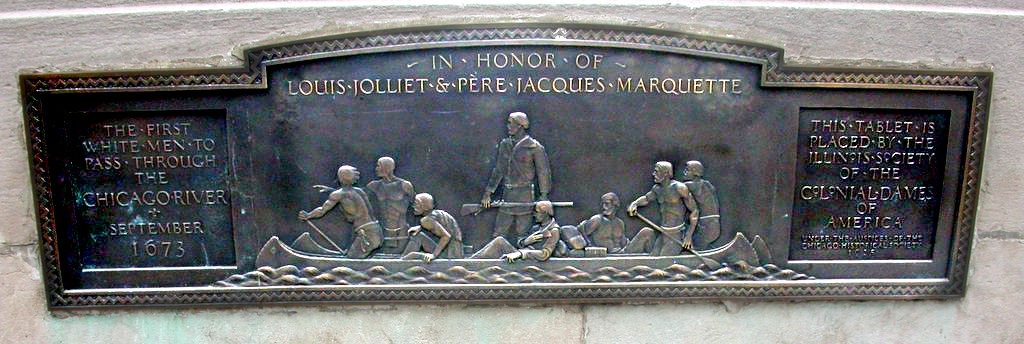
Placa commemorativa a Chicago.

Louis Jolliet (Quebec, 21 setembre 1645 – Maig 1700), fou un explorador canadenc del territori nord-americà, i juntament amb el missioner Jacques Marquette foren els primers europeus a recórrer el riu Mississipi. Estudià amb els jesuïtes i destacà en matemàtiques; el 1663 va rebre els ordes menors, però el 1667 ho abandonà per a dedicar-se a l'aventura i comerciar amb els amerindis nord-americans. El 1669 marxà vers el llac Superior i el 1671 s'establí a Sault Sainte Marie.
El 1672 fou encarregat pel governador Louis de Buade de Frontenac i pel superintendent Jean Talon explorar les noves terres. Així, ell i Jacques Marquette seguiren des del 1673 el curs del Mississipi i travessaren Wisconsin i Arkansas, comerciant amb els osage, otoe, quapaw, kanza i altres tribus de la zona. El 1674 tornà a Green Bay i va oferir aquestes terres a Nova França. Com a recompensa, fou ennoblit i el 1680 rebé l'illa d'Anticosti.